# Wellsboro (Pensilvania)
Wellsboro es un borough ubicado en el condado de Tioga en el estado estadounidense de Pensilvania. En el año 2000 tenía una población de 3.328 habitantes y una densidad poblacional de 262.8 personas por km².

## Geografía
Wellsboro se encuentra ubicado en las coordenadas 41°44′51″N 77°17′53″O / 41.74750, -77.29806.

## Demografía
Según la Oficina del Censo en 2000 los ingresos medios por hogar en la localidad eran de $ 30 169 y los ingresos medios por familia eran $ 39 898. Los hombres tenían unos ingresos medios de $ 37 083 frente a los $ 20 492 para las mujeres. La renta per cápita para la localidad era de $ 18 096. Alrededor del 14.8% de la población estaba por debajo del umbral de pobreza.